# Feliks Sozański
Feliks Marian Sozański herbu Korczak (ur. 2 lipca 1860 w Kornalowicach, zm. 26 listopada 1914 w Wiedniu) – ziemianin, poseł do Sejmu Krajowego Galicji.
Był synem Celestyna, właściciela ziemskiego, oraz Felicji z Dobrzańskich, bratem stryjecznym malarza Michała Sozańskiego. Uczęszczał do Gimnazjum św. Jacka w Krakowie i tam 11 czerwca 1878 zdał egzamin dojrzałości. Studiował na Wydziale Prawa Uniwersytetu Jagiellońskiego, uzyskując 4 marca 1884 absolutorium. W 1885 odbył roczną, ochotniczą służbę wojskową w Dobromilu. Za życia ojca objął zarząd dóbr rodzinnych: Kornalowice, Hordynia, Dublany, Kranzberg, Ozimina, a po jego śmierci w 1898 odziedziczył je w całości. W Kornalowicach prowadził stadninę koni rasowych. Wybrany do Rady Powiatowej w Samborze, której został marszałkiem. Ok. 1894 został urzędnikiem szacującym i wyceniającym dobra ziemskie dla obwodu samborskiego przy Sądzie Obwodowym w Samborze (funkcję tę pełnił do końca życia). Uważany był za eksperta w sprawie zarządzania majątkami ziemskimi i w tym zakresie świadczył porady sąsiadom. W 1895 został wybrany na posła VII kadencji do Sejmu Krajowego Galicji z kurii gmin wiejskich w okręgu samborskim; wybór ponawiano w latach 1901, 1908 i 1913. W sejmie pracował w komisjach: administracyjnej, szkolnej, drogowej, wodnej, prawniczej, kolejowej. W 1904 objął funkcję prezesa Zarządu Powiatowej Kasy Oszczędnościowej w Samborze. Podczas dyskusji nad reformą prawa wyborczego do Sejmu Krajowego popierał przeciwników namiestnika Michała Bobrzyńskiego, którzy obawiali się zmian zwiększających wpływy ugrupowań ukraińskich i radykalnych. Wszedł w skład sejmowego Klubu, skupiającego przedstawicieli konserwatystów wschodniogalicyjskich Podolaków. Pod koniec życia przewlekle chorował (prawdopodobnie na gruźlicę). Po wybuchu I wojny światowej wyjechał do Wiednia gdzie zmarł, pochowany został na Cmentarzu Rakowickim w Krakowie.
Nie założył rodziny, posiadłości ziemskie zapisał bratu Stanisławowi.